# إغناثيو بيزارو
إغناثيو بيزارو (8 فبراير 1990 - ) (بالإسبانية: Ignacio Pizarro) هو لاعب كرة يد الأرجنتين.

## وصلات خارجية
- إغناثيو بيزارو على موقع الاتحاد الدولي لكرة اليد (الإنجليزية)
- إغناثيو بيزارو على موقع اللجنة الأولمبية الدولية (الإنجليزية)
- إغناثيو بيزارو على موقع أوليمبيديا (الإنجليزية)
- إغناثيو بيزارو على موقع اللجنة الأولمبية الأرجنتينية (الإسبانية)
- إغناثيو بيزارو على موقع اللجنة الأولمبية الأرجنتينية (الإسبانية)